# Phuket Internationale Lufthavn
Phuket Internationale Lufthavn (IATA: HKT, ICAO: VTSP) er en international lufthavn der ligger på øen Phuket, 30 km nord for Phuket by i Thailand. I 2011 ankom 8.467.860 passagerer til lufthavnen, hvilket gør den til landets anden travleste efter Suvarnabhumi Lufthavn ved Bangkok.